# 公孫枝
公孫枝（？—？），字子桑，岐人，為現今桑姓之先祖。

## 生平
开始游历晋国，后来被秦穆公尊为师。前651年，秦穆公想支持晋国公子夷吾为晋侯，公孙枝提醒秦穆公注意夷吾猜忌、好胜，不好对付，秦穆公不听，立夷吾为晋惠公。前647年，晋国有灾向秦国借粮，秦穆公问公孙枝，公孙枝支持。前645年，韩原之战后，秦国俘获晋惠公，公孙枝主张放回晋惠公。百里奚到秦国为相，公孙枝极力推荐。秦穆公以他为上卿，公孙枝让百里奚，秦穆公以百里奚为上卿，公孙枝为次卿。